# KS Warszawianka
Warszawianka Warschau is een Poolse voetbalclub uit de hoofdstad Warschau. De club werd meestal gewoon afgekort tot Warszawianka. De club speelde 12 seizoenen in de hoogste klasse voor de Tweede Wereldoorlog.

## Rangschikkingen eerste klasse
- 1927 - 13de
- 1928 - 10e
- 1929 - 8ste
- 1930 - 11de
- 1931 - 11de
- 1932 - 8ste
- 1933 - 5de (groep oost)
- 1934 - 10e
- 1935 - 8ste
- 1936 - 5de
- 1937 - 7de
- 1938 - 8ste
- 1939 - 9de